# Stadt Wehlen (Schiff, 1890)
Der Raddampfer Stadt Wehlen wurde 1890 in der Schiffswerft Blasewitz gebaut. Das Schiff wurde mit der Baunummer 27 auf Kiel gelegt. Im Jahr 1921 erfolgte die Umbenennung in Masaryk.

## Die Zeit bis 1921
Nach der Indienststellung als Glattdeckdampfer fuhr das Schiff für die Sächsisch-Böhmische Dampfschiffahrts-Gesellschaft (SBDG). Am 7. September 1906 schlug das Schiff bei Großpriesen leck und sank. Durch den niedrigen Wasserstand von einem Meter konnte es erst nach zwei Tagen geborgen werden. Nach einer sechs Tage dauernden Reparatur ging es wieder in Fahrt.
In den Jahren 1918 bis 1920 wurde das Schiff aufgrund schwieriger wirtschaftlicher Bedingungen nach dem Ende des Ersten Weltkrieges aufgelegt und im März 1921 gemeinsam mit der Herrnskretschen für 200.000 Tschechische Kronen je Schiff an die Prager Dampfschifffahrtsgesellschaft (Pražská paroplavební společnost/PPS) verkauft. Das Schiff kam hier unter dem Namen Masaryk zum Einsatz.
Namensgeber war der erste Staatspräsident der Tschechoslowakei, Tomáš Garrigue Masaryk.

## Die Zeit nach dem Verkauf

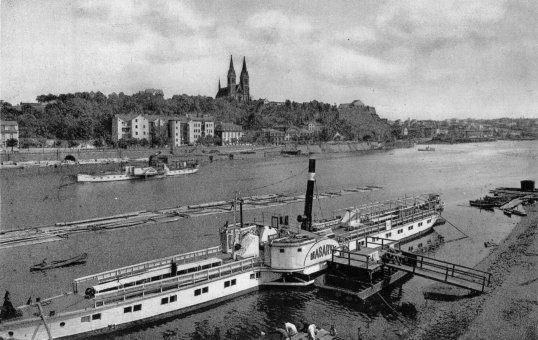
Raddampfer Masaryk auf der Moldau

Das Schiff wurde am 21. Mai 1921 zur Eröffnung der neuen Schleuse in Smíchov unter dem Namen Masaryk in Dienst gestellt. Eingesetzt wurde es auf der Strecke Prag – Štěchovice. Zur Pflege der guten Beziehung zwischen der PPS und der neuen tschechischen Regierung wurden für Regierungsmitglieder Kreuzfahrten organisiert. So unternahmen im April 1922 der Verteidigungsminister František Udržal und der Minister für Industrie, Handel und Gewerbe, Ladislav Novák sowie dutzende Mitglieder der tschechoslowakischen Nationalversammlung mit der Masaryk eine Fahrt zum Standort des geplanten Wasserkraftwerkes Štěchovice.
Im Jahr 1935 kam es zum Bruch der Kurbelwelle. Das Schiff wurde daraufhin außer Dienst gestellt und im Hafen von Smíchov aufgelegt. Es sollte als Ersatzteilspender dienen, oder generalüberholt werden. 1937 entschied sich die PPS allerdings dafür, das Schiff abzuwracken.

## Die Dampfmaschine
Die Dampfmaschine war eine oszillierende Niederdruck-Zweizylinder-Zwillings-Dampfmaschine mit Einspritzkondensation mit einer Leistung von 110 PS. Gebaut wurde sie wie auch der Zwei-Flammrohr-Kofferkessel mit 2 bar Dampfdruck von der Sächsischen Dampfschiffs- und Maschinenbauanstalt der Oesterreichischen Nordwest Dampfschiffahrtsgesellschaft in Dresden.

## Kapitäne des Schiffes
- Samuel August Füssel 1890–1895
- Arno Julius Junghans 1896
- Friedrich Ernst Kleemann 1897–1898
- Ernst August Bräunling 1899–1902
- Friedrich Eduard Viehrig 1903–1906
- Friedrich August Schaffrath 1907
- Gustav Eduard Fischer 1908
- Friedrich August Schaffrath 1909–1917